# Agata Guściora
Agata Guściora (* 6. Oktober 1994) ist eine polnische Fußballspielerin, die von 2014 bis 2019 auch für die Nationalmannschaft spielte.

## Karriere

### Vereine
Guściora spielte im Seniorinnenbereich und in ihrer Karriere für zwei polnische Vereine. Im Alter von 17 Jahren begann sie für Górnik Łęczna in der Ekstraliga Kobiet, der höchsten Spielklasse im polnischen Frauenfußball. Sie war von 2011 bis 2016 für den Verein aktiv und schloss die Meisterschaften mit diesem zweimal als Zweit- und dreimal als Drittplatzierter ab.
In der Saison 2016/17 war sie für den Ligakonkurrenten Medyk Konin aktiv, mit dem sie am Saisonende die Meisterschaft gewann. Ausgerechnet gegen ihren ehemaligen Verein wurde mit dem 2:1-Sieg auch das Pokalfinale 2017 gewonnen.
Zu Górnik Łęczna zurückgekehrt, kam sie für diesen Verein von 2017 bis 2022 ein zweites Mal in der Ekstraliga Kobiet zu Punktspielen. Ihr letztes bestritt sie am 15. Mai 2022 (20. Spieltag) beim 5:1-Sieg im Auswärtsspiel gegen den BTS Rekord Bielsko-Biała. Aufgrund einer in diesem Spiel erlittenen Meniskusschädigung kam sie in der Rückrunde nicht mehr zu Punktspielen; seit dem 10. März 2023 ist sie ohne Verein.

### Nationalmannschaft
Guściora debütierte als Nationalspielerin für den PZPN in der U17-Nationalmannschaft. Für die angestrebte Teilnahme an der vom 22. bis 28. Juni 2010 in der Schweiz vorgesehenen Europameisterschaft kam sie in jeweils drei Spielen der ersten und zweiten Qualifikationsrunde zum Einsatz. Ihr Debüt erfolgte am 22. Oktober 2009 in Rzeszów beim 2:0-Sieg über die U17-Nationalmannschaft Bulgariens. Ihr erstes Tor gelang ihr im sechsten EM-Qualifikationsspiel am 15. April 2010 am Kap Fiolent – südlich von Sewastopol – beim 2:2-Unentschieden gegen die U17-Nationalmannschaft der Ukraine mit dem Treffer zum 1:1 in der 40. Minute. Im Folgejahr bestritt sie erneut alle sechs EM-Qualifikationsspiele, in denen sie zwei Tore erzielte.
Für die U19-Nationalmannschaft bestritt sie zehn Länderspiele, alle im Rahmen der jeweiligen Qualifikationen für die altersbezogenen und in Italien, der Türkei und in Wales vorgesehenen EM-Endrunden 2011, 2012 und 2013. 
Für die A-Nationalmannschaft bestritt sie in sechs Jahren 45 Länderspiele, in denen sie drei Tore erzielte. Über die sich jährlich wiederholenden Freundschafts-, EM- und -WM-Qualifikationsspiele nahm sie mit ihrer Mannschaft auch dreimal an internationalen Turnieren teil. Sie gehörte der Mannschaft an die im Turnier um den Istrien-Cup 2015 bis ins Finale vorstieß und das am 11. März in Poreč mit dem 2:0-Sieg über die Nationalmannschaft der Slowakei auch gewann. Sie nahm am Turnier um den Zypern-Cup 2016 teil und kam in allen drei Spielen der Gruppe B – und mit ihrer Mannschaft als Sieger dieser – und auch am 9. März in Larnaka bei der 1:2-Niederlage gegen die Nationalmannschaft Österreichs zum Einsatz. Ihr einziges Spiel im Turnier um den Algarve-Cup 2019 war das am 6. März in Parchal mit 0:3 verlorene Finale gegen die Nationalmannschaft Norwegens.

## Erfolge
Nationalmannschaft
- Algarve-Cup-Finalist 2019
- Zypern-Cup-Finalist 2016
- Istrien-Cup-Sieger 2015

Górnik Łęczna
- Polnischer Meister 2018, 2019, 2020
- Polnischer Pokal-Sieger 2018, 2020

Medyk Konin
- Polnischer Meister 2017
- Polnischer Pokal-Sieger 2017